# Edificio Ford (San Diego)
Edificio Ford (en inglés: Ford Building) es un edificio histórico ubicado en San Diego, California.  Edificio Ford se encuentra inscrito  en el Registro Nacional de Lugares Históricos desde el 26 de abril de 1973. Walter Dorwin fue el arquitecto quién diseñó Edificio Ford.

## Ubicación
Edificio Ford se encuentra dentro del condado de San Diego en las coordenadas 32°43′34″N 117°09′13″O / 32.726111, -117.153611.